# Virginia Slims of Houston 1987
Virginia Slims of Houston 1987 — жіночий тенісний турнір, що проходив на відкритих кортах з ґрунтовим покриттям Westside Tennis Club у Х'юстоні (США). Належав до турнірів 3-ї категорії в рамках Туру WTA 1987. Це був 17-й турнір tournament і тривав з 20 квітня до 26 квітня 1987 року. Третя сіяна Кріс Еверт здобула титул в одиночному розряді й отримала за це 30 тис. доларів США.

## Фінальна частина

### Одиночний розряд
Кріс Еверт —  Мартіна Навратілова 3–6, 6–1, 7–6(7–4)
- Для Еверт це був 2-й титул в одиночному розряді за рік і 150-й — за кар'єру.

### Парний розряд
Кеті Джордан /  Мартіна Навратілова —  Зіна Гаррісон /  Лорі Макніл 6–2, 6–4